# 四甲基碳酸氢铵
四甲基碳酸氢铵是一种无机化合物，化学式为[(CH3)4N]HCO3。它可用于制备四甲基氢氧化铵。

## 制备
将三甲胺的甲醇溶液和碳酸二甲酯在高压下反应，得到(CH3)4NCO3CH3，再水解得到产物。